# Marañóndvärgtyrann
Marañóndvärgtyrann (Nesotriccus maranonicus) är en fågel i familjen tyranner inom ordningen tättingar.

## Utseende och läte
Marañóndvärgtyrannen är en liten och färglös tyrann. Den är mestadels grå och brun, men kan uppvisa svag gul anstrykning på nuken. Huvudet är runt och saknar huvudtofs. Genom ögat går ett ljust streck. Vingbanden är bruna. Arten är mycket lik tumbesdvärgtyrannen, men dessa delar inte utbredningsområde. Lätet består av en stigande sträv drill som ibland avslutas i ett vasst tjirpande.

## Utbredning och systematik
Marañóndvärgtyrannen förekommer enbart i Andernas västsluttning i sydvästra Ecuador (Loja) och nordvästra Peru (Piura och Cajamarca) samt i arida tropiska delen av Marañóndäln i allra sydligaste Ecuador och norra Peru. Tidigare inkluderades den i tumbesdvärgtyrannen (N. tumbezanus). Den urskildes dock 2023 som egen art av tongivande eBird/Clements och International Ornithological Congress. Tumbesdvärgtyrannen har i sin tur tidigare behandlats som del av musfärgad dvärgtyrann (N. murinus).

## Levnadssätt
Arten hittas i torra och halvtorra skogar och buskmarker. 

### Släktestillhörighet
Tumbesdvärgtyrannen (och därmed marañóndvärgtyrannen) placerades tidigare i släktet Phaeomyias. Genetiska studier visar dock att cocosdvärgtyrannen (Nesotriccus ridgwayi) är närbesläktad och bör placeras i samma släkte, där Nesotriccus har prioritet.

## Status
IUCN erkänner den ännu inte som art, varför dess hotstatus inte bedömts.